# 프리슈티나 국제공항
프리슈티나 국제공항(알바니아어: Aeroporti Ndërkombëtar i Prishtinës, 세르비아어: Међународни аеродром Приштина / Međunarodni Aerodrom Priština)은 코소보 프리슈티나에 있는 국제공항이다. 프리슈티나 도심에서 약 16km 위치에 떨어져 있다. 유고슬라비아 시대인 1965년에 개항하였다.

## 운항 노선

### 국제선
| 항공사             | 목적지                                                                                  |
| ------------------ | --------------------------------------------------------------------------------------- |
| 아드리아 항공      | 프랑크푸르트, 뮌헨, 류블라냐 계절편: 말뫼                                               |
| 오스트리아 항공    | 비엔나                                                                                  |
| 크로아티아 항공    | 자그레브                                                                                |
| 이지젯             | 제네바, 바젤(뮐루즈)                                                                    |
| 에델바이스 에어    | 취리히                                                                                  |
| 게르마니아         | 바젤(뮐루즈), 뒤셀도르프, 런던(개트윅), 베르가모, 뮌헨, 슈투트가투트, 베로나, 취리히    |
| 저먼윙스           | 베를린(테겔), 뒤셀도르프, 함부르크, 하노버, 슈투트가르트 계절편: 쾰른(본), 프랑크푸르트 |
| 헬베티아 항공      | 취리히                                                                                  |
| 제트에어플라이     | 브뤼셀                                                                                  |
| 노르웨이 에어 셔틀 | 오슬로(가르데르모엔) 계절편: 예테보리(란테보리)                                         |
| 페가수스 항공      | 이스탄불(아타튀르크)                                                                    |
| 스칸디나비아 항공  | 코펜하겐 계절편: 예테보리(란테보리), 오슬로(가르데르모엔), 스톡홀름(알란다)             |
| 스위스 국제항공    | 제네바                                                                                  |
| 터키항공           | 이스탄불(아타튀르크)                                                                    |